# Punk Goes Pop 5
Punk Goes Pop 5 es el decimotercero álbum recopilatorio de la serie Punk Goes... y la quinta entrega de Punk Goes Pop. Fue lanzando el 6 de noviembre de 2012 por Fearless Records. El álbum debutó en el número dieciséis en los Billboard 200 vendiendo más de 21.000 copias la primera semana. El segundo sencillo Somebody That I Used to Know interpretado por Mayday Parade con Vic Fuentes de Pierce the Veil, vendió más de 15.000 copias sin que el álbum aún fuera lanzado la primera semana, debutanto el octavo y noveno en las listas Billboard Rock Songs y Heatseekers Song.

## Lista de canciones
| #   | Título                         | Artista                                                | Artista Original                                     | Duración |
| --- | ------------------------------ | ------------------------------------------------------ | ---------------------------------------------------- | -------- |
| 1.  | "Grenade"                      | Memphis May Fire                                       | Bruno Mars                                           | 3:41     |
| 2.  | "Call Me Maybe"                | Upon This Dawning                                      | Carly Rae Jepsen                                     | 3:28     |
| 3.  | "Somebody That I Used to Know" | Mayday Parade featuring Vic Fuentes of Pierce the Veil | Gotye featuring Kimbra                               | 3:25     |
| 4.  | "Glad You Came"                | We Came as Romans                                      | The Wanted                                           | 3:03     |
| 5.  | "Some Nights"                  | Like Moths to Flames                                   | fun.                                                 | 4:40     |
| 6.  | "Billie Jean"                  | Breathe Carolina                                       | Michael Jackson                                      | 4:02     |
| 7.  | "We Found Love"                | Forever the Sickest Kids                               | Rihanna featuring Calvin Harris                      | 4:21     |
| 8.  | "Boyfriend"                    | Issues                                                 | Justin Bieber                                        | 3:15     |
| 9.  | "Girls Just Want to Have Fun"  | The Maine featuring Adam Lazzara of Taking Back Sunday | Cyndi Lauper                                         | 4:50     |
| 10. | "Payphone"                     | Crown the Empire                                       | Maroon 5 featuring Wiz Khalifa                       | 4:17     |
| 11. | "Paradise"                     | Craig Owens                                            | Coldplay                                             | 3:55     |
| 12. | "Mercy"                        | The Word Alive                                         | Kanye West featuring Big Sean, Pusha T, and 2 Chainz | 5:24     |
| 13. | "Ass Back Home"                | Secrets                                                | Gym Class Heroes featuring Neon Hitch                | 3:48     |